# Thunderstruck (film)
Thunderstruck is een Australische speelfilm uit 2004, met in de hoofdrollen Stephen Curry, Damon Gameau, Ryan Johnson, Callan Mulvey en Sam Worthington. De titel verwijst naar het gelijknamige nummer van AC/DC.

## Verhaal
De verhaallijn draait om vijf vrienden uit Sydney, die allemaal grote fans van AC/DC zijn. Na een bijna-doodervaring, maken de vijf een afspraak dat als een van hen overlijdt, de anderen hem naast het graf van AC/DC-zanger Bon Scott begraven. Nadat een van hen sterft, moeten ze hun belofte nakomen.

## Rolverdeling
- Damon Gameau ... Sonny
- Stephen Curry ... Ben
- Ryan Johnson ... Loyd
- Callan Mulvey ... Sam
- Sam Worthington ... Ronnie
- Kestie Morassi ... Amy
- Rachel Gordon ... Molly

## Achtergrond
De film was een redelijk succes. Op Rotten Tomatoes geeft 57% van de recensenten de film een goede beoordeling. In Australië zelf bracht de film $908.294 op.